# San Mauro Torinese
San Mauro Torinese là một đô thị có 18.367 dân ở tỉnh Torino trong vùng Piedmont của Ý. Đô thị này giáp với: Settimo Torinese, Castiglione Torinese, Torino, và Baldissero Torinese.